# Thank You (Led Zeppelin)
Thank You is een nummer van de Engelse rockband Led Zeppelin. Het is het vierde nummer van hun tweede album Led Zeppelin II uit 1969.

## Achtergrond
Het is het eerste Led Zeppelin nummer waarvoor zanger Robert Plant de gehele tekst schrijft. Hierdoor beseft gitarist Jimmy Page dat Plant het in zich heeft om voortaan meer teksten voor nummers te schrijven. Plant schreef het nummer als eerbetoon aan zijn toenmalige vrouw Maureen Wilson met wie hij in 1968 was getrouwd en van wie hij in 1983 scheidde.
Bassist John Paul Jones speelt hammondorgel en Jimmy Page gebruikt voor het nummer een 12-snarige zwarte Vox Phantom gitaar uit 1967.
De Amerikaanse producer Rick Rubin zei over het nummer:

De tederheid van de zang is ongelooflijk; de samenwerking tussen de akoestische gitaar en het orgel creëert een, soort van, spiritueel gevoel. 

## Live-uitvoeringen
"Thank You" was tijdens concerten in 1970 een vast onderdeel van de setlist. Vanaf 1971 tot en met 1973 werd het nummer regelmatig als toegift gespeeld.
- Op het livealbum BBC Sessions is een uitvoering te horen die is opgenomen op 1 april 1971 in het Paris Theatre in Londen.
- Op de Led Zeppelin DVD is een uitvoering te horen van het outro van het nummer.

### Andere live-versie
Page and Plant namen het nummer in 1994 op voor hun livealbum No Quarter: Jimmy Page and Robert Plant Unledded.

## Cover-versies
Thank You is door diverse artiesten gecoverd. De bekendste zijn:

| Artiest                | Album                                         | Jaar |
| ---------------------- | --------------------------------------------- | ---- |
| Tori Amos              | Crucify (ep)                                  | 1992 |
| Duran Duran            | With Honors (Soundtrack)                      | 1994 |
| Great White            | Great Zeppelin - A Tribute to Led Zeppelin    | 1999 |
| Vitamin String Quartet | String Quartet Tribute to Led Zeppelin Vol. 2 | 2002 |
| Lizz Wright            | The Orchard                                   | 2008 |
| Chris Cornell          | Songbook                                      | 2011 |
| Train                  | Train Does Led Zeppelin II                    | 2016 |

## Bezetting
- Robert Plant - zang
- Jimmy Page - elektrische gitaar, akoestische gitaar, achtergrondzang
- John Paul Jones - hammondorgel, basgitaar
- John Bonham - drums